# Büchsenstadel

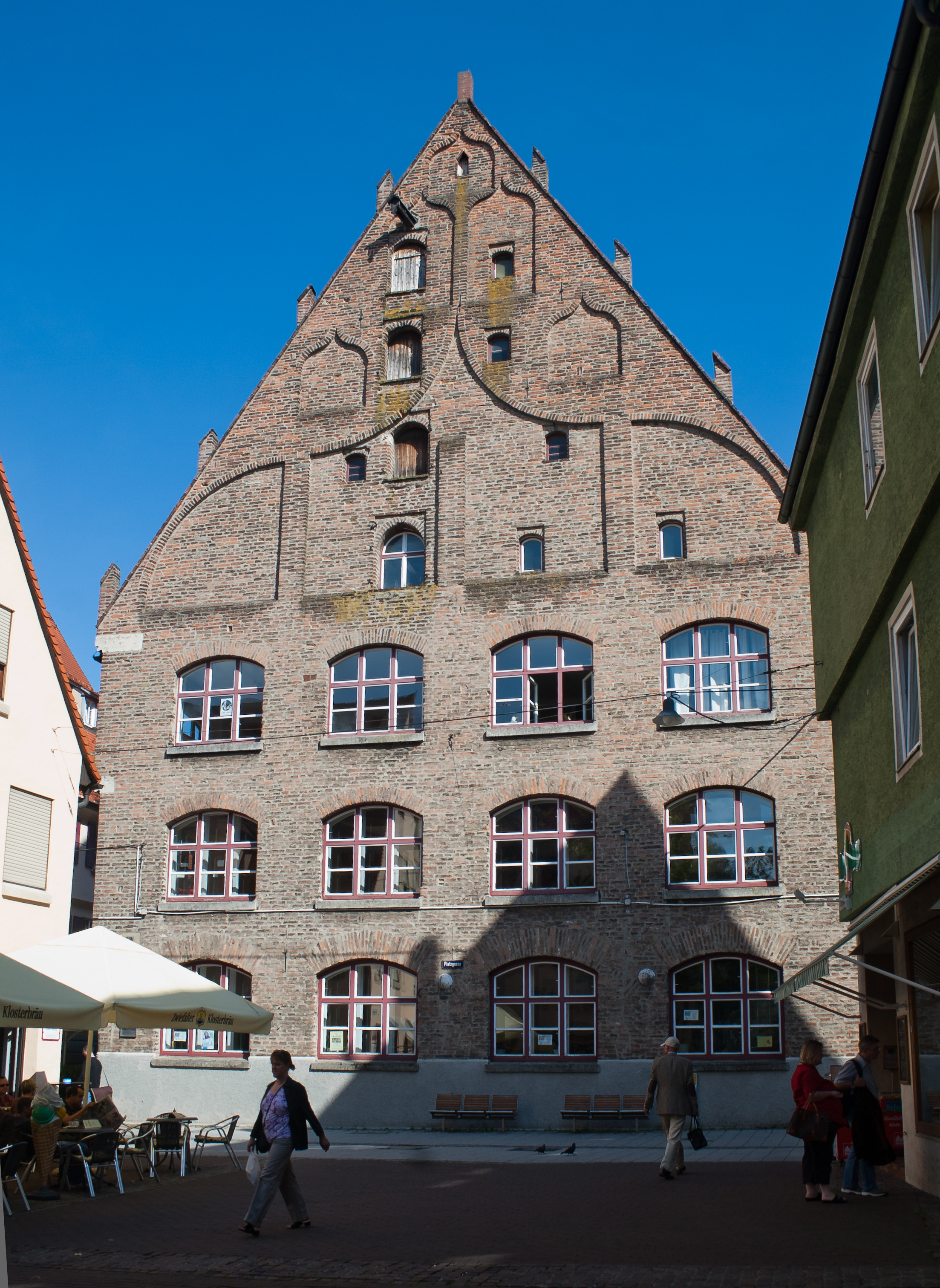
Büchsenstadel Ulm, Westseite

Der Büchsenstadel in Ulm ist ein aus dem 15. Jahrhundert stammendes ehemaliges städtisches Lagerhaus.

## Geschichte, Namensherkunft
Der Büchsenstadel in der Ulmer Altstadt (Adresse: Platzgasse 18) wurde 1485 als dreigeschossiges Lagerhaus für die Reichsstadt Ulm errichtet. Zunächst diente es als Salz- und Getreidelager, ab 1592 als Geschützlager, woran in die westliche Außenfront eingemauerte steinerne Kanonenkugeln erinnern. Der Begriff Büchse bezieht sich auf die Lagerung von Gewehren samt Zubehör; Stadel ist der in Süddeutschland verbreitete Begriff für ein Lagerhaus. Mit dieser Nutzung war das Lager zugleich ein Neben-Zeughaus.

## Gebäudebeschreibung, Nutzung
Die Obergeschosse besitzen freiliegendes Fachwerk. Die Backsteingiebel an der Ost- und Westseite sind durch originelle spätgotische Kielbogen-Blenden (Eselsrücken) gekennzeichnet. Im Inneren finden sich unterteilte Fachwerkständerhallen. An der Nordwestecke ist eine Wappenkonsole angebracht. 
Im Jahr 1900 erfolgte der Umbau zu einer Schule, wobei die Fenster vergrößert wurden. Nach neuerlichem Umbau beherbergt der Büchsenstadel seit 1977 ein städtisches Jugendhaus. Außerdem ist er Sitz des 1995 gegründeten Lokalradios Radio free FM.